# Mark Ruffalo
Mark Alan Ruffalo (Kenosha, 22 novembre 1967) è un attore e produttore cinematografico statunitense.
Inizia a recitare al cinema alla fine degli anni novanta, raggiungendo consensi da parte di pubblico e critica per svariate interpretazioni, come Zodiac di David Fincher e Shutter Island di Martin Scorsese. Nel 2012 prende il posto di Edward Norton nel ruolo di Bruce Banner / Hulk all'interno del Marvel Cinematic Universe, interpretando il ruolo in The Avengers, ruolo che riprende in seguito in Avengers: Age of Ultron (2015), in Thor: Ragnarok (2017), in Avengers: Infinity War (2018), in Avengers: Endgame (2019), in Shang-Chi e la leggenda dei Dieci Anelli (2021) e in She-Hulk: Attorney at Law (2022). Nel corso della sua carriera ha ottenuto quattro candidature ai Premi Oscar nella categoria miglior attore non protagonista, nel 2011 per I ragazzi stanno bene, nel 2015 per Foxcatcher - Una storia americana, nel 2016 per Il caso Spotlight e nel 2024 per Povere creature!.

## Biografia
Ruffalo nasce a Kenosha, nel Wisconsin, nel 1967, figlio di Frank Lawrence Ruffalo, un imbianchino d'origini italiane, più precisamente calabresi (il nonno paterno era infatti originario di Girifalco, in provincia di Catanzaro), e di Marie Rose Hébert, una parrucchiera d'origini franco-canadesi ed italiane. Ha due sorelle, Tania e Nicole, ed un fratello, Scott (morto nel dicembre del 2008).
Frequenta lo Stella Adler Conservatory e poi inizia a recitare, scrivere e dirigere suoi spettacoli, ma per mantenersi per dieci anni lavora in un bar.

Mark ha più volte sostenuto la causa del popolo palestinese, denunciando abusi e violenze da parte dell'autorità israeliana. 

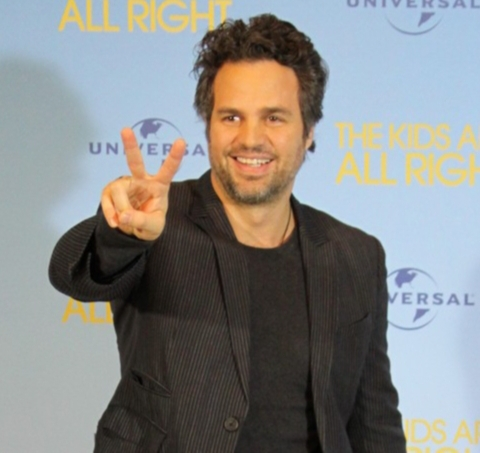
Mark Ruffalo a Berlino per la prima de I ragazzi stanno bene (2010)

### Carriera da attore
Dopo alcune interpretazioni minori, decisivo è l'incontro con Kenneth Lonergan, autore del dramma This Is Our Youth, che gli permette di dare una svolta alla sua carriera dopo l'interpretazione nel pluripremiato Conta su di me, diretto da Lonergan ed uscito nel 2000. L'anno dopo recita in Il castello accanto a Robert Redford.
Successivamente è nel cast di In the Cut di Jane Campion con Meg Ryan(2003), La mia vita senza me di Isabel Coixet (2003), Se mi lasci ti cancello (2004), Collateral diretto da Michael Mann con Jamie Foxx e Tom Cruise (2004), 30 anni in 1 secondo (2004), Vizi di famiglia (2005) e Tutti gli uomini del re (2006). Nel 2007 viene scelto da David Fincher per interpretare Dave Toschi, poliziotto e detective statunitense, noto per essere stato a capo delle indagini per il dipartimento di polizia di San Francisco nel caso del Killer dello Zodiaco, in Zodiac.

Sempre nel 2010 ha recitato in Shutter Island, tratto dal romanzo L'isola della paura di Dennis Lehane e diretto da Martin Scorsese, al fianco di Leonardo DiCaprio, e in I ragazzi stanno bene, con Annette Bening e Julianne Moore. Quest'ultima performance gli è valsa una candidatura ai Premi Oscar 2011 come miglior attore non protagonista.

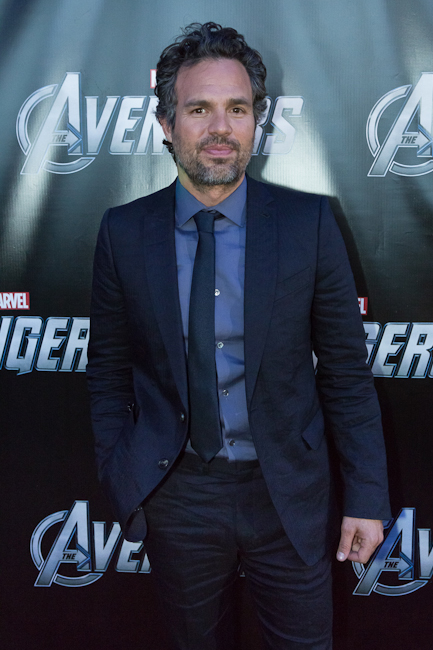
Mark Ruffalo a Toronto per la prima di The Avengers (2012)

Ruffalo è stato scelto dai Marvel Studios per sostituire Edward Norton nel ruolo di Bruce Banner/Hulk nel film The Avengers previsto per il 2012. Sulla sostituzione di Edward Norton, Ruffalo ha detto, "Sono un amico di Edward e, sì, non è stato molto bello tutto questo. Ma il modo in cui la vedo io è che Edward mi ha lasciato in eredità il ruolo. Guardo a lui come a un Amleto della mia generazione". Ruffalo ha specificato che il suo personaggio è "un individuo in lotta con due parti di se stesso, l'oscurità e la luce, e qualunque cosa faccia nella sua vita è filtrato attraverso problemi di controllo". A detta del regista della pellicola Joss Whedon, Ruffalo "incarna quel che ho sempre amato della serie tv: lo guardi in faccia e lo capisci subito, ti trascina con lui, in un modo che nessun altro attore ha mai più fatto dai tempi di Bill Bixby". L'attore ha affermato, inoltre, che nel film interpreta anche Hulk attraverso la tecnologia CGI, cosa mai successa nei precedenti adattamenti sul mostro verde che era allora interpretato da un team di stunt in tute da motion capture. I lineamenti di Hulk, quindi, sono stati modificati rispetto al precedente adattamento di Louis Leterrier in maniera tale da renderli più simili a quelli dello stesso Ruffalo.
Per la sua interpretazione di Bruce Banner/Hulk, Ruffalo ha ottenuto moltissime critiche positive, superando le precedenti interpretazioni di Eric Bana e Edward Norton, ed è stato persino definito il migliore attore del cast, oltre che la rivelazione del film. In seguito Ruffalo torna a interpretare il personaggio in un breve cameo nella scena dopo i titoli di coda dei film Iron Man 3 (2013) e Captain Marvel (2019) e, in parti decisamente più significative, anche in Avengers: Age of Ultron (2015), Thor: Ragnarok (2017), Avengers: Infinity War (2018), Avengers: Endgame (2019) e Spider-Man: Brand New Day (2026), e nella miniserie televisiva su Disney+ She-Hulk: Attorney at Law (2022).
Nel 2014 interpreta Dave Schultz, campione olimpico di lotta libera in Foxcatcher - Una storia americana, per cui riceve una candidatura all'Oscar come miglior attore non protagonista nel 2015. L'anno seguente riceve un'altra candidatura agli Oscar sempre nella stessa categoria per Il caso Spotlight che narra le vicende reali venute a galla dopo l'indagine del quotidiano The Boston Globe sull'arcivescovo Bernard Francis Law, accusato di aver coperto molti casi di pedofilia avvenuti in diverse parrocchie.

### Debutto alla regia
Nel 2010 Ruffalo debutta alla regia con il film Sympathy for Delicious che si è aggiudicato il premio della giuria al Sundance Film Festival. Ruffalo dichiarò: "Il copione di Christopher Thornton ha scatenato la mia immaginazione. Sono riuscito a mettere insieme un cast di attori eccezionali, tutti miei amici, da Orlando Bloom a Juliette Lewis e Laura Linney, che per me continua a essere una sorella. Questo progetto, girato con due lire, mi ha fatto ripensare ai grandi testi teatrali di Tennessee Williams o Truman Capote, coi quali sono cresciuto come attore. Personaggi veri, storie che dicono qualcosa sulla condizione umana, emozioni vibranti. Un paraplegico non si può muovere ma fa muovere il pubblico con la sua voce e la sua musica. Qualcuno lo convince a perseguire una terapia spirituale che si trasmetterebbe poi alle gambe. Una trappola illusoria".

## Vita privata

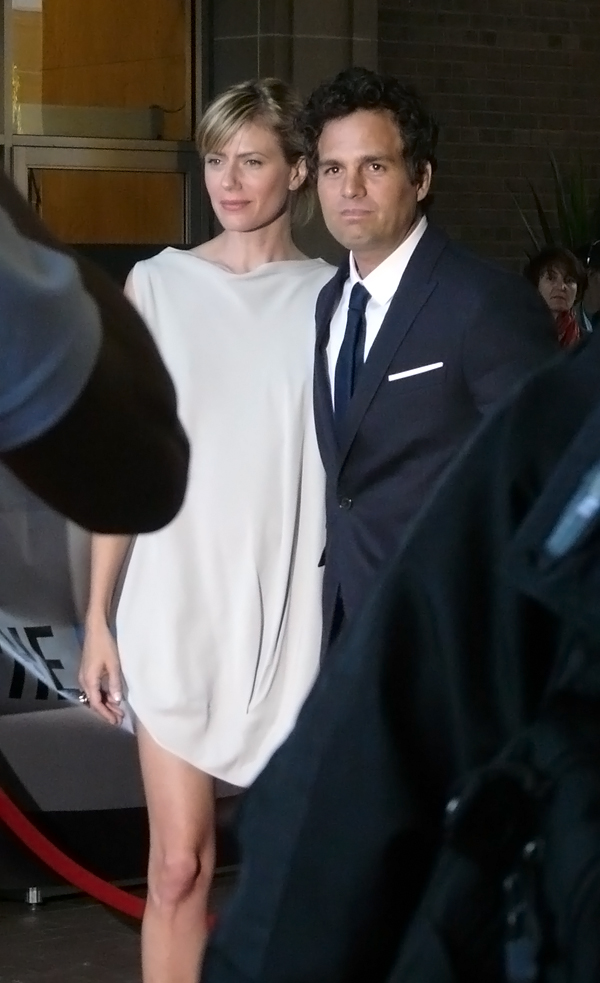
Mark Ruffalo con sua moglie al Toronto International Film Festival per la prima di Boston Streets (2008)

Dal 2000 è sposato con la ex attrice Sunrise Coigney, da cui ha avuto tre figli: Keen (2001), Bella (2005) e Odette (2007).
Nel 2002 gli fu diagnosticato un schwannoma vestibolare, un tumore al cervello. L'intervento chirurgico gli ha causato un periodo di parziale paralisi facciale, dal quale ha pienamente recuperato, ma è rimasto sordo da un orecchio.
Il 1º dicembre 2008, il fratello Scott è stato trovato ferito alla testa da un colpo di pistola nella sua residenza a Beverly Hills. L'uomo è morto l'8 dicembre. Secondo le indagini della polizia, Scott si sarebbe ucciso per sbaglio mentre giocava alla roulette russa, ma non si esclude la possibilità che l'uomo sia stato ucciso.

## Filmografia

### Attore

#### Cinema
- A Song for You, regia di Ken Martin (1993)
- Mirror, Mirror II: Raven Dance, regia di Jimmy Lifton (1994)
- There Goes My Baby, regia di Floyd Mutrux (1994)
- Mirror, Mirror III: The Voyeur, regia di Rachel Gordon e Virginia Perfili (1995)
- A Gift from Heaven, regia di Jack Lucarelli (1995)
- The Dentist, regia di Brian Yuzna (1996)
- The Destiny of Marty Fine, regia di Michael Hacker (1996)
- Doppio intrigo (Blood Money), regia di John Shepphird (1997)
- Safe Men, regia di John Hamburg (1998)
- Studio 54 (54), regia di Mark Christopher (1998)
- Un pesce tra noi (A Fish in the Bathtub), regia di Joan Micklin Silver (1999)
- Cavalcando col diavolo (Ride with the Devil), regia di Ang Lee (1999)
- Conta su di me (You Can Count on Me), regia di Kenneth Lonergan (2000)
- Lui, lei e gli altri (Committed), regia di Lisa Krueger (2000)
- Amore in affitto (Life/Drawing), regia di Dan Bootzin (2001)
- Il castello (The Last Castle), regia di Rod Lurie (2001)
- Windtalkers, regia di John Woo (2002)
- XX/XY, regia di Austin Chick (2002)
- La mia vita senza me (Mi vida sin mí), regia di Isabel Coixet (2003)
- Una hostess tra le nuvole (View from the Top), regia di Bruno Barreto (2003)
- In the Cut, regia di Jane Campion (2003)
- I giochi dei grandi (We Don't Live Here Anymore), regia di John Curran (2004)
- Se mi lasci ti cancello (Eternal Sunshine of the Spotless Mind), regia di Michel Gondry (2004)
- 30 anni in 1 secondo (13 Going on 30), regia di Gary Winick (2004)
- Collateral, regia di Michael Mann (2004)
- Se solo fosse vero (Just Like Heaven), regia di Mark Waters (2005)
- Vizi di famiglia (Rumor Has It), regia di Rob Reiner (2005)
- Tutti gli uomini del re (All the King's Men), regia di Steven Zaillian (2006)
- Zodiac, regia di David Fincher (2007)
- Reservation Road, regia di Terry George (2007)
- Blindness - Cecità (Blindness), regia di Fernando Meirelles (2008)
- The Brothers Bloom, regia di Rian Johnson (2008)
- Boston Streets (What Doesn't Kill You), regia di Brian Goodman (2008)
- Nel paese delle creature selvagge (Where the Wild Things Are), regia di Spike Jonze (2009)
- Shutter Island, regia di Martin Scorsese (2010)
- Notte folle a Manhattan (Date Night), regia di Shawn Levy (2010)
- Sympathy for Delicious, regia di Mark Ruffalo (2010)
- I ragazzi stanno bene (The Kids Are All Right), regia di Lisa Cholodenko (2010)
- Margaret, regia di Kenneth Lonergan (2011)
- The Avengers, regia di Joss Whedon (2012)
- Tentazioni (ir)resistibili (Thanks for Sharing), regia di Stuart Blumberg (2012)
- Iron Man 3, regia di Shane Black (2013) – cameo
- Now You See Me - I maghi del crimine (Now You See Me), regia di Louis Leterrier (2013)
- Tutto può cambiare (Begin Again), regia di John Carney (2013)
- Foxcatcher - Una storia americana (Foxcatcher), regia di Bennett Miller (2014)
- Teneramente folle (Infinitely Polar Bear), regia di Maya Forbes (2014)
- Avengers: Age of Ultron, regia di Joss Whedon (2015)
- Il caso Spotlight (Spotlight), regia di Tom McCarthy (2015)
- Now You See Me 2, regia di Jon M. Chu (2016)
- Thor: Ragnarok, regia di Taika Waititi (2017)
- Avengers: Infinity War, regia di Anthony e Joe Russo (2018)
- Captain Marvel, regia di Anna Boden e Ryan Fleck (2019) – cameo non accreditato
- Avengers: Endgame, regia di Anthony e Joe Russo (2019)
- Cattive acque (Dark Waters), regia di Todd Haynes (2019)
- Shang-Chi e la leggenda dei Dieci Anelli (Shang-Chi and the Legend of Ten Rings), regia di Destin Daniel Cretton (2021) – cameo
- The Adam Project, regia di Shawn Levy (2022)
- Povere creature! (Poor Things), regia di Yorgos Lanthimos (2023)
- Mickey 17, regia di Bong Joon-ho (2025)
- L'illusione perfetta - Now You See Me: Now You Don't (Now You See Me: Now You Don't), regia di Ruben Fleischer (2025)

#### Televisione
- CBS Summer Playhouse – serie TV, 1 episodio (1989)
- Due South - Due poliziotti a Chicago (Due South) – serie TV, 1 episodio (1994)
- Un Natale indimenticabile (On the 2nd Day of Christmas), regia James Frawley – film TV (1997)
- Houdini, regia di Pen Densham – film TV (1998)
- The Beat – serie TV, 8 episodi (2000)
- The Normal Heart, regia di Ryan Murphy – film TV (2014)
- Un volto, due destini - I Know This Much Is True (I Know This Much Is True), regia di Derek Cianfrance – miniserie TV (2020)
- She-Hulk: Attorney at Law – episodi 1-2 e 9 (2022)
- Tutta la luce che non vediamo (All the Light We Cannot See), regia di Shawn Levy – miniserie TV (2023)

### Doppiatore
- What if...? – serie TV, episodi 1x03-1x05 (2021)[43]

### Produttore
- I giochi dei grandi (We Don't Live Here Anymore), regia di John Curran (2004)
- Sympathy for Delicious, regia di Mark Ruffalo (2010)
- Teneramente folle (Infinitely Polar Bear), regia di Maya Forbes (2014)
- The Normal Heart, regia di Ryan Murphy – film TV (2014)
- Cattive acque (Dark Waters), regia di Todd Haynes (2019)
- Un volto, due destini - I Know This Much Is True (I Know This Much Is True), regia di Derek Cianfrance – miniserie TV (2020)

### Sceneggiatore
- The Destiny of Marty Fine, regia di Michael Hacker (1996)

### Regista
- Sympathy for Delicious (2010)

## Teatro
- This is Our Youth, di Kenneth Lonergan, regia di Mark Brokaw. INTAR Theatre (1996) e Second Stage Theatre dell'Off Broadway (1998)[10]
- Griller, di Eric Bogosian, regia di Robert Falls. Goodman Theatre di Chicago (1997)
- The Moment When, di James Lapine, regia di Michael Lindsay-Hogg. Playwrights Horizons dell'Off Broadway (2000)
- Awake and Sing!, di Clifford Odets, regia di Bartlett Sher. Lincoln Center di Broadway (2006)
- Il prezzo, di Arthur Miller, regia di Terry Kinney. American Airlines Theatre di Broadway (2017)

## Riconoscimenti
- Premi Oscar
  - 2011 – Candidatura al miglior attore non protagonista per I ragazzi stanno bene[15]
  - 2015 – Candidatura al miglior attore non protagonista per Foxcatcher - Una storia americana[30]
  - 2016 – Candidatura al miglior attore non protagonista per Il caso Spotlight[31]
  - 2024 – Candidatura al miglior attore non protagonista per Povere creature!
- Golden Globe
  - 2015 – Candidatura al miglior attore non protagonista per Foxcatcher – Una storia americana
  - 2015 – Candidatura al miglior attore in una miniserie o film per la televisione per The Normal Heart
  - 2016 – Candidatura al miglior attore in un film commedia o musicale per Teneramente folle
  - 2021 – Miglior attore in una miniserie o film per la televisione per Un volto, due destini - I Know This Much Is True[44]
  - 2024 - Candidatura al miglior attore non protagonista per Povere creature!
- Premio Emmy
  - 2015 – Candidatura al miglior attore in un film televisivo o miniserie per The Normal Heart
  - 2020 – Miglior attore in un film televisivo o miniserie per Un volto, due destini – I Know This Much Is True
- Premi BAFTA
  - 2011 – Candidatura al miglior attore non protagonista per I ragazzi stanno bene
  - 2015 – Candidatura al miglior attore non protagonista per Foxcatcher – Una storia americana
  - 2016 – Candidatura al miglior attore non protagonista per Il caso Spotlight
- Satellite Award
  - 2008 – Candidatura al miglior attore in un film commedia o musicale per The Brothers Bloom
  - 2008 – Candidatura al miglior attore in un film drammatico per Boston Streets
  - 2014 – Candidatura al miglior attore non protagonista per Foxcatcher – Una storia americana
  - 2014 – Miglior attore in una miniserie o film per la televisione per The Normal Heart
  - 2015 – Candidatura al miglior attore non protagonista per Il caso Spotlight
  - 2019 – Candidatura al miglior attore in un film drammatico per Cattive acque
- Screen Actors Guild Award
  - 2011 – Candidatura al miglior attore non protagonista per I ragazzi stanno bene
  - 2015 – Candidatura al miglior attore non protagonista per Foxcatcher – Una storia americana
  - 2015 – Miglior attore in un film televisivo o miniserie per The Normal Heart
  - 2016 – Miglior cast in un film per Il caso Spotlight
  - 2021 – Miglior attore in una miniserie o film per la televisione per Un volto, due destini – I Know This Much Is True
- Critics' Choice Awards
  - 2021 – Candidatura al miglior attore protagonista in una miniserie o film per la televisione per Un volto, due destini – I Know This Much Is True
  - 2024 - Candidatura al miglior attore non protagonista per Povere creature!
- Tony Award
  - 2006 – Candidatura al miglior attore non protagonista in un'opera teatrale per Awake and Sing!

## Doppiatori italiani
Nelle versioni in italiano delle opere in cui ha recitato, Mark Ruffalo è stato doppiato da:
- Riccardo Rossi in Se mi lasci ti cancello, Collateral, Vizi di famiglia, The Avengers, Iron Man 3, Now You See Me - I maghi del crimine, Tutto può cambiare, Foxcatcher - Una storia americana, Teneramente folle, The Normal Heart, Avengers: Age of Ultron, Il caso Spotlight, Now You See Me 2, Thor: Ragnarok, Avengers: Infinity War, Lo scandalo Weinstein, Captain Marvel, Avengers: Endgame, Shang-Chi e la leggenda dei Dieci Anelli, The Adam Project, She-Hulk: Attorney at Law, Povere creature!, Tutta la luce che non vediamo, Mickey 17
- Fabio Boccanera in Blindness - Cecità, Shutter Island, I ragazzi stanno bene, Margaret
- Francesco Bulckaen in Una hostess tra le nuvole, Notte folle a Manhattan, Cattive acque
- Nanni Baldini in Lui, lei e gli altri, Il castello
- Luigi Ferraro in Windtalkers, Zodiac
- Pasquale Anselmo in In the Cut, I giochi dei grandi
- Alberto Bognanni in Boston Streets, Nel paese delle creature selvagge
- Francesco Prando in Tentazioni (ir)resistibili, Un volto, due destini - I Know This Much Is True
- Massimo De Ambrosis in Un Natale indimenticabile, Reservation Road
- Simone D'Andrea in Amore in affitto, XX/XY
- Danilo De Girolamo in Conta su di me
- Massimiliano Alto in La mia vita senza me
- Roberto Gammino in 30 anni in 1 secondo
- Loris Loddi in Se solo fosse vero
- Vittorio De Angelis in Tutti gli uomini del re

Da doppiatore è sostituito da:
- Riccardo Rossi in What If...?